# ニコーテラ
ニコーテラ（イタリア語: Nicotera）は、イタリア共和国カラブリア州ヴィボ・ヴァレンツィア県にある、人口約6,200人の基礎自治体（コムーネ）。

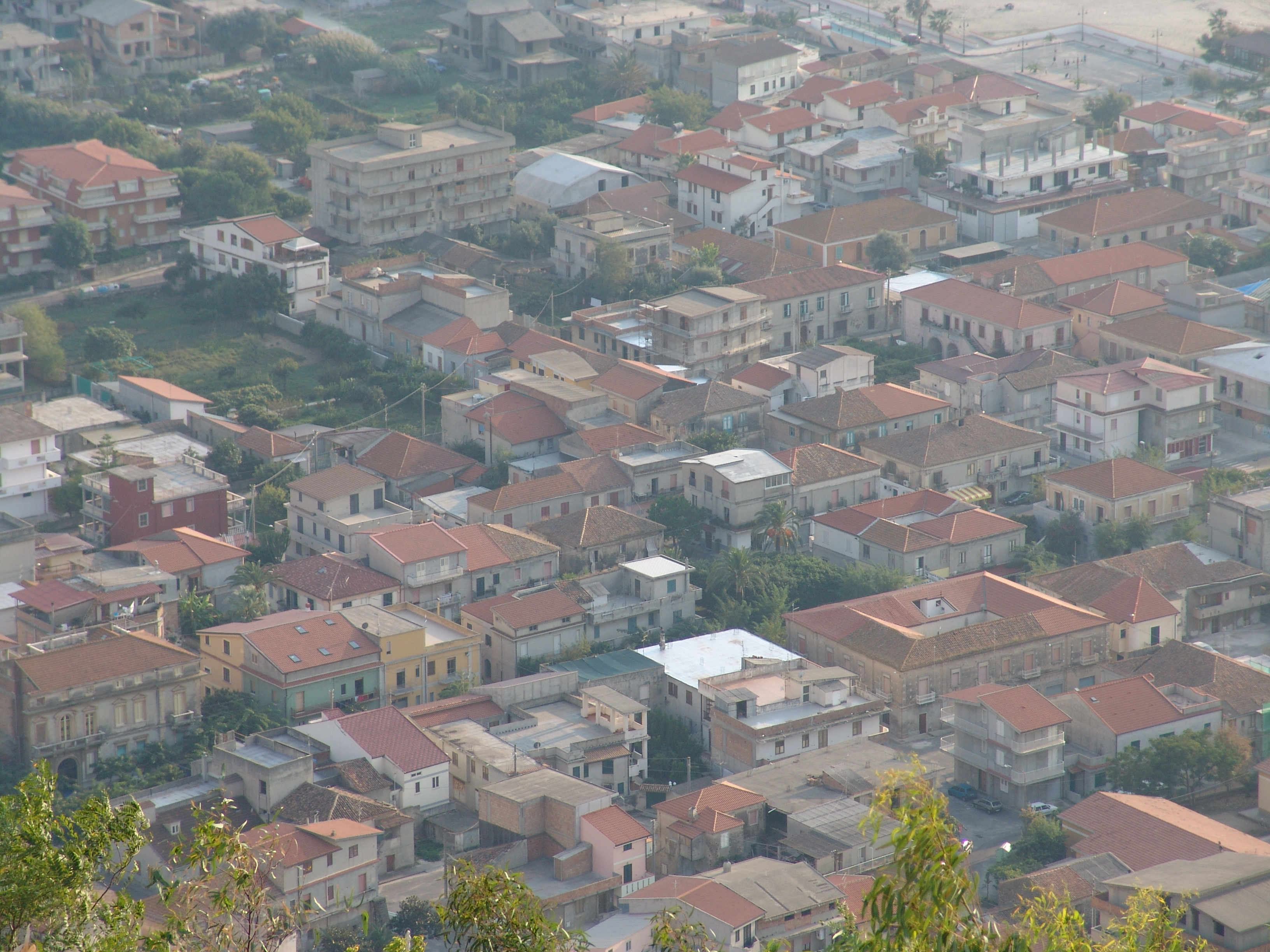
Vista di Nicotera

## 地理

### 位置・広がり

#### 隣接コムーネ
隣接するコムーネは以下の通り。括弧内のRCはレッジョ・カラブリア県所属を示す。
- カンディードニ (RC)
- ヨッポロ
- リンバーディ
- ロザルノ (RC)
- スピーリンガ

## 行政

### 分離集落
ニコーテラには、以下の分離集落（フラツィオーネ）がある。
- Badia di Nicotera, Comerconi, Marina, Preìtoni